# Руссо-Ерволино, Роза
Ро́за Ру́ссо-Ерволи́но (итал. Rosa Russo Iervolino (Jervolino); род. 17 сентября 1936, Неаполь, Кампания) — итальянский юрист и политик, министр без портфеля по социальным вопросам (1987—1992), министр образования (1992—1994), первая в истории Италии женщина — министр внутренних дел (1998—1999).

## Биография

### Ранние годы
Родилась 17 сентября 1936 года в Неаполе. Дочь Анджело Раффаэле Ерволино (1890—1985), бывшего лидера молодёжного отделения организации «Католическое действие», четырежды занимавшего министерские кресла в послевоенный период, и представительницы знатной австрийской фамилии Марии де Унтеррихтер (1902—1975), являвшейся некоторое время президентом Итальянской католической университетской федерации (FUCI). Отец был терциарием Францисканского ордена, мать — Доминиканского. В 1946 году родители были избраны делегатами Учредительного собрания Италии и переехали в Рим, где следующие девять лет жили в монастыре, поскольку не могли купить или арендовать жильё. Роза Ерволино получила высшее юридическое образование. В 1964 году вышла замуж за университетского профессора, специалиста по инфекционным заболеваниям доктора Руссо (впоследствии у них было трое детей: Кристина, Микеле, Франческа; в 1985 году Руссо-Ерволино овдовела). В 1954 году вступила в Христианско-демократическую партию. Официально изменила девичью фамилию с Jervolino на Iervolino, хотя на сайтах Палаты депутатов и Сената Италии её фамилия указывается в прежнем написании.

### Политическая карьера
С 1961 по 1968 год Роза Ерволино работала в Исследовательском управлении Национального совета по экономике и трудовым отношениям (Ufficio Studi del Consiglio Nazionale dell’Economia e del Lavoro), с 1969 по 1973 год — в Законодательном управлении Министерства бюджета и экономического программирования. В течение 15 лет являлась национальным вице-президентом Итальянского женского центра (Centro Italiano Femminile), в 1975 году избрана в Совет директоров RAI, а позднее возглавляла парламентскую комиссию по контролю над RAI. В руководящих структурах Христианско-демократической партии отвечала за формулирование семейной политики партии, в 1992 году вошла в Национальный совет ХДП, в 1994 году исполняла обязанности лидера вновь образованной Итальянской народной партии.
В 1974 году Руссо-Ерволино приняла активное участие в кампании Аминторе Фанфани против легализации разводов в Италии. Будучи убеждённой католичкой, позднее выступала против просветительной программы в школах по мерам профилактики СПИД и за применение тюремного заключения к наркоманам.
С 1979 по 1994 год являлась сенатором Итальянской Республики. В 1994—1996 годах входила во фракцию Итальянской народной партии Палаты депутатов 12-го созыва, с 1996 по 2001 — во фракцию «Демократические пополяры-Оливковое дерево» Палаты 13-го созыва.

### Работа в правительстве
Министр без портфеля по социальным вопросам в первом правительстве Джованни Гориа с 28 июля 1987 по 13 апреля 1988 года, в первом правительстве Чириако Де Мита с 13 апреля 1988 по 22 июля 1989 года и в шестом правительстве Джулио Андреотти с 22 июля 1989 года по 12 апреля 1991 (в этом же правительстве с 18 марта 1991 года временно исполняла обязанности министра труда и социального обеспечения). В седьмом правительстве Андреотти с 12 апреля 1991 по 24 апреля 1992 года Руссо-Ерволино вновь являлась министром без портфеля по социальным вопросам.
Занимала кресло министра общественного образования в первом правительстве Амато с 28 июня 1992 по 28 апреля 1993 года и с 28 апреля 1993 по 10 мая 1994 года — в правительстве Чампи.
Министр внутренних дел в первом правительстве Массимо Д’Алема с 21 октября 1998 по 22 декабря 1999 года.

### Мэр Неаполя

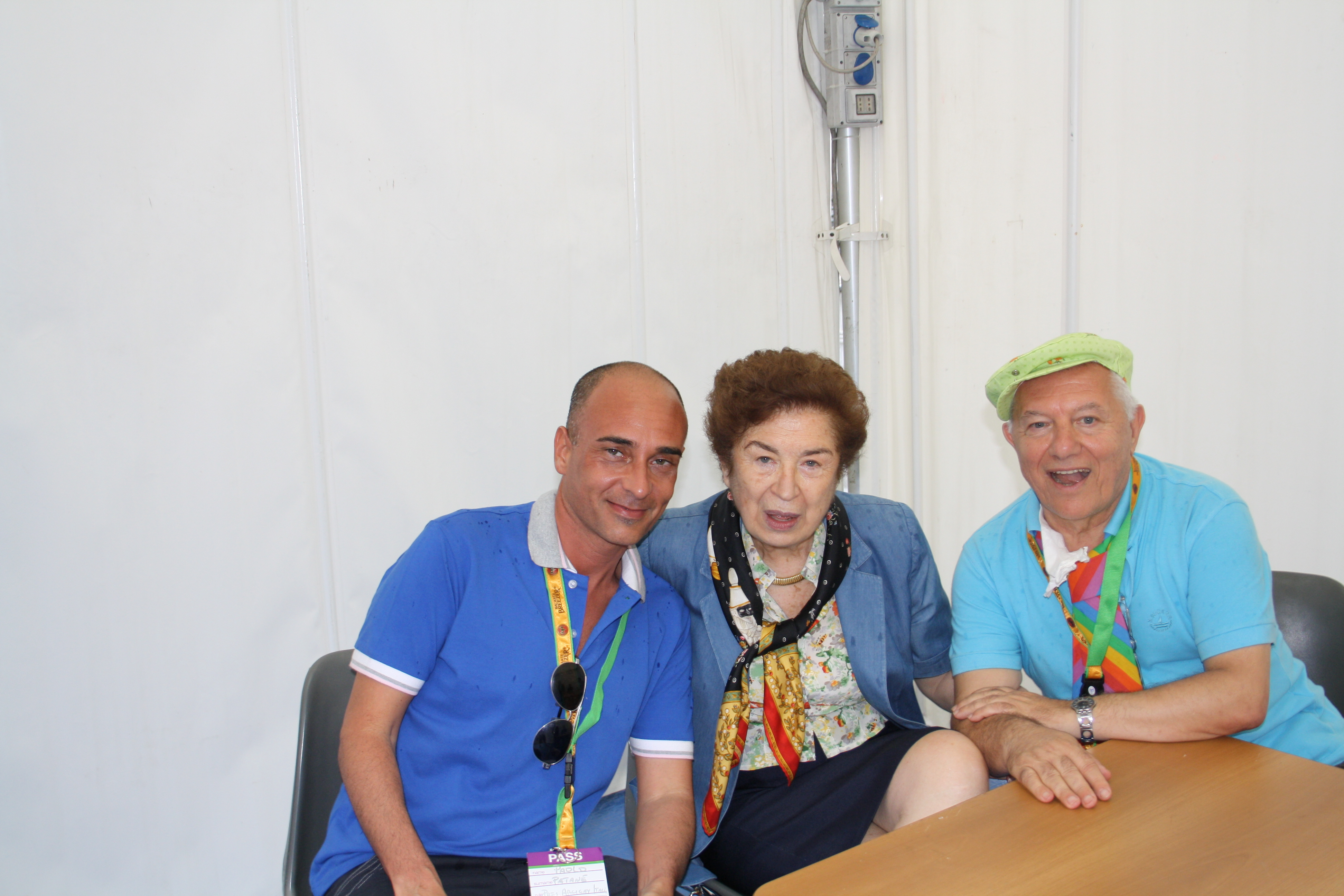
Руссо-Ерволино с активистами ЛГБТ движения Патане, Паоло (слева) и Ванни Пикколо на гей-параде в Неаполе 26 июня 2010 года

27 мая 2001 года Роза Руссо-Ерволино была избрана мэром Неаполя с результатом 52,9 % голосов, 30 мая 2006 года переизбрана в первом туре с результатом 57 % голосов, далеко опередив кандидата правоцентристской коалиции Франко Мальвано, заручившегося поддержкой 37,8 % избирателей.
В должности мэра способствовала реализации нового генерального плана градостроительства в Неаполе (Nuovo Piano Regolatore Generale), который предусматривал модернизацию туристического порта, перестройку теплоэлектроцентрали в районе Вильена и части зданий Неаполитанского университета, а также другие мероприятия.
16 марта 2002 года представители неаполитанских отделений Итальянской народной партии и партии «Демократы» избрали Руссо-Ерволино лидером местного отделения находившейся тогда в стадии формирования новой левоцентристской партии «Маргаритка». Решение было принято в отсутствие представителей Партии коммунистического возрождения и за два дня до совещания руководящих органов ИНП по данному вопросу.
На новых выборах 15-16 мая 2011 года не выставила свою кандидатуру, уступив кресло мэра Луиджи Де Маджистрису.